# 庫爾德巴尼夫卡
49°9′32″N 25°17′43″E / 49.15889°N 25.29528°E
庫爾德巴尼夫卡（羅馬化：Kurdybanivka）是烏克蘭的村落，位於該國西部捷爾諾波爾州，由喬爾特基夫區負責管轄，始建於1710年，面積0.64平方公里，2001年人口23，人口密度每平方公里35.8人。